# وست ثاراک
وست ثاراک (به انگلیسی: West Thurrock) یک شهرک در بریتانیا است که در اسکس واقع شده‌است. وست ثاراک ۷٬۷۹۵ نفر جمعیت دارد.